# Märit
Märit, Märith eller Merit är ett kvinnonamn och en variant av Märta som började användas som dopnamn i Sverige på 1890-talet, till att börja med främst i Jämtland. 
Namnet är inte speciellt vanligt, vare sig bland äldre eller yngre kvinnor.
31 december 2005 fanns det totalt 1 237 personer i Sverige med namnet Märit eller Märith varav 749 med det som tilltalsnamn.
År 2003 fick 4 flickor namnet, men ingen fick det som tilltalsnamn.
Namnsdag: i Sverige 11 maj. I den finlandssvenska namnsdagslängden har Märit namnsdag 26 augusti sedan 1973.

## Personer med namnet Märit/Merit
- Märit Andersson, journalist
- Märit Carlsson, skådespelerska
- Merit Hemmingson, musiker
- Märit Huldt, kokboksförfattare
- Märet Jonsdotter, avrättad för häxeri 1672
- Merit Wager, finlandssvensk debattör och författare